# The Unholy
The Unholy is een Amerikaanse horrorfilm uit 2021 onder regie van Evan Spiliotopoulos en gebaseerd op het boek Shrine uit 1983 van James Herbert. De film is onder andere geproduceerd door Sam Raimi en Robert Tapert. De hoofdrollen worden vertolkt door Jeffrey Dean Morgan, Katie Aselton, William Sadler, Diogo Morgado, Cricket Brown en Cary Elwes.

## Verhaal
Alice is een jonge dove vrouw die ervoor kan zorgen dat blinde mensen weer kunnen zien en dove mensen weer kunnen horen. Al snel verspreidt het nieuws zich als een vuurtje waarbij de interesse is aangewakkert bij vele mensen. Journalist Gerry Fenn is ook op de hoogte van het bijzondere fenomeen en besluit hierover een artikel te schrijven. Echter komt Fenn er al snel achter dat er een connectie is tussen bovennatuurlijke krachten en Alice.

## Rolverdeling
| Acteur              | Personage          |
| ------------------- | ------------------ |
| Jeffrey Dean Morgan | Gerry Fenn         |
| Katie Aselton       | Natalie Gates      |
| William Sadler      | priester Hagan     |
| Diogo Morgado       | Monsignor Delgarde |
| Cricket Brown       | Alice Pagett       |
| Carey Elwes         | bisschop Gyles     |

## Productie
In december 2018 raakte bekend dat Screen Gems en producent Sam Raimi de film zouden produceren en Evan Spiliotopoulos de regierol op zich zou nemen en verantwoordelijk zou zijn voor het scenario. Ruim een jaar later werd Jeffrey Dean Morgan gecast. In februari 2020 werd de cast uitgebreid met onder meer Katie Aselton, William Sadler, Diogo Morgado, Cricket Brown en Cary Elwes. In eerste instantie zou Jordana Brewster de rol van Natalie Gates vervullen, maar werd vervangen door Aselton.
De opnames gingen in februari 2020 van start in Boston. De film ging op 2 april in de Verenigde Staten in première. In Nederland wordt de film door Universal Pictures op 17 juni 2021 uitgebracht.

## Ontvangst
De film kreeg overwegend negatieve recensies van de Amerikaanse filmpers. Op Rotten Tomatoes heeft The Unholy een waarde van 26% en een gemiddelde score van 4,8/10, gebaseerd op 54 recensies. Op Metacritic heeft de film een gemiddelde score van 36/100, gebaseerd op 15 recensies.